# Klášterní mlýn (Plasy)
Klášterní mlýn v Plasech v okrese Plzeň-sever je vodní mlýn, který stojí západně od kláštera na řece Střela u jezu. Spolu s areálem kláštera je chráněn jako nemovitá kulturní památka České republiky.

## Historie
Mlýn je poprvé zmíněn roku 1558. Přestavěn byl v roce 1728 a obnoven po požáru v roce 1778. Roku 1839 bylo přistavěno obydlí mlynáře.

## Popis
Budova mlýna se nachází západně od konventu kláštera při Mlýnském náhonu zvaném „Královská štola“. Koryto náhonu vedené od jezu bylo využíváno také pro pilu a pivovar, který na mlýn severním směrem stavebně navazuje. Pila stávala na opačné straně náhonu, byla zbořena a její sklep zasypán. Mlýn tvoří mlýnice a nižší přístavek, kde bylo obydlí mlynáře. Bývalá mlýnice je obdélné přízemní stavení, částečně podsklepené, o půdorysných rozměrech přibližně 25×10 metrů.
Voda se přiváděla dvojitými vantroky na tři mlýnská kola na svrchní vodu, jedno vodní kolo pohánějící stroje na drcení sladu a vodní kolo pily. Tři mlýnská stavidla se nacházejí na počátku vantrok, která vedou přímo z řeky. Pevný přepadový jez je ve hřebeni dlouhý 33,73 metru. Z vodních motorů zde pracovala trojice násoskových turbín Metaz (dochovaly se). V roce 1930 jsou zde uváděna tři vodní kola na svrchní vodu (hltnost 468 l/s, spád 3,2 m, výkon 12,9 HP; zanikly). V červnu 1941 bylo na místo těchto tří kol v lednici osazeno jediné kolo (průměr 2,8 m, šíře mezi věnci 2 m). Pila měla jedno kolo na svrchní vodu (hltnost 358 l/s, spád 3,2, výkon 9,9 HP). Kromě pily byl při mlýně také lis na olej, šrotovník a vodní čerpadlo; vše zaniklo. Mlýn zůstal zcela bez technologie, která byla odstraněna v roce 1951.